# Gran Premio motociclistico d'Olanda 1982
Il Gran Premio motociclistico d'Olanda fu il sesto appuntamento del motomondiale 1982; si è trattato della 52ª edizione del Gran Premio motociclistico d'Olanda, 34ª valida per il motomondiale dalla sua istituzione nel 1949.
Si svolse sabato 26 giugno 1982 sul circuito di Assen, e corsero tutte le classi, oltre ai sidecar. I vincitori furono Franco Uncini in classe 500, Jean-François Baldé in classe 350, Anton Mang in classe 250, Ángel Nieto in classe 125 e Stefan Dörflinger in classe 50. Tra le motocarrozzette, alla seconda gara stagionale, si ebbe una nuova vittoria di Rolf Biland e Kurt Waltisperg.

## Classe 500

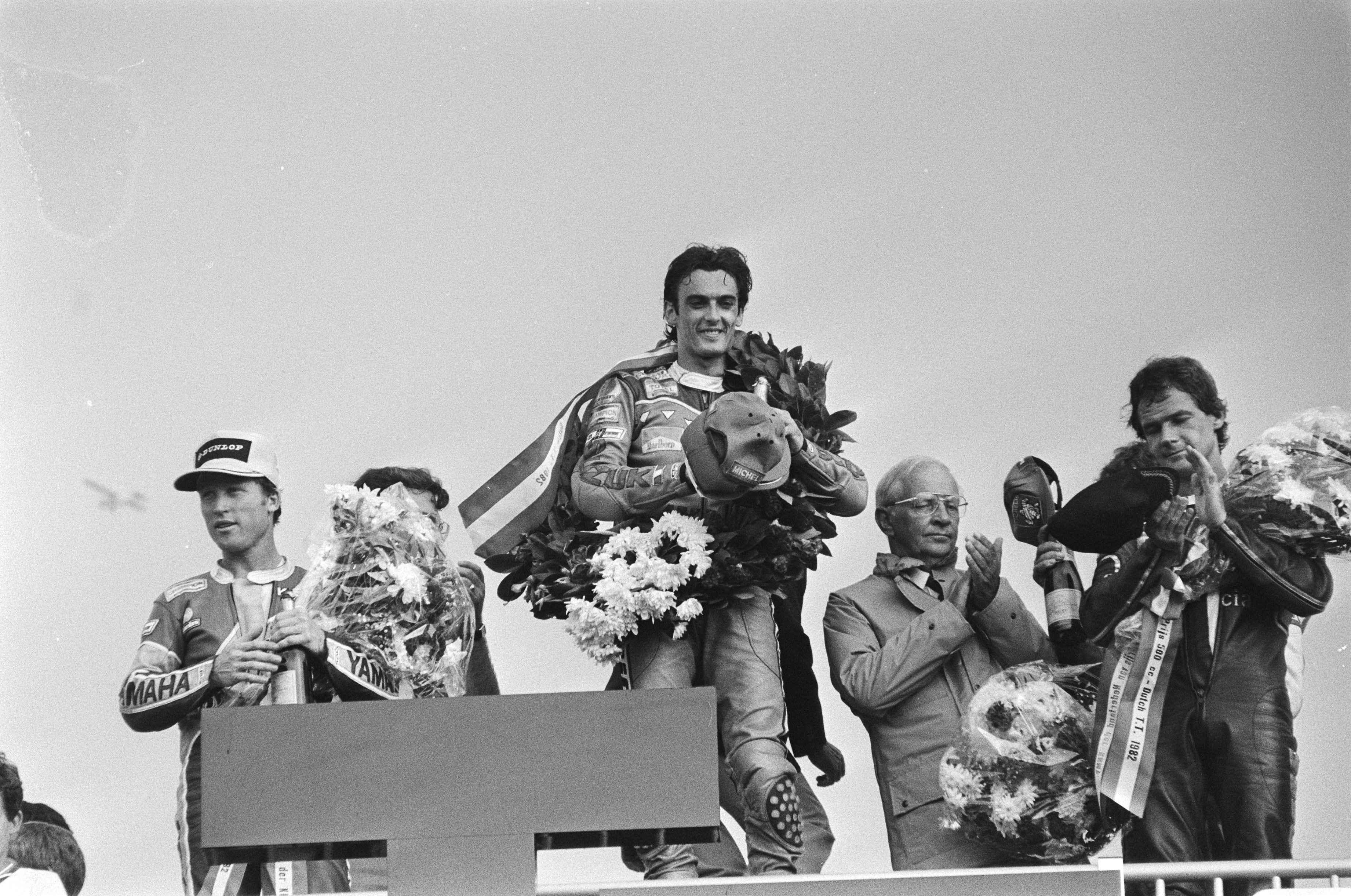
Il podio della classe 500 con: Roberts (secondo), Uncini (vincitore della gara) e Sheene (terzo)

La gara della classe regina è stata molto disturbata dal maltempo: gli organizzatori sono stati costretti a interrompere la prova al settimo giro quando la situazione stava diventando pericolosa a causa dell'asfalto bagnato e poi a effettuare una seconda parte di prova, da 10 giri. La classifica è stata poi stilata in base ai piazzamenti ottenuti nelle due manches e ha visto prevalere l'italiano Franco Uncini che ha preceduto lo statunitense Kenny Roberts e il britannico Barry Sheene.
Nella classifica iridata provvisoria ora Uncini precede di 3 punti Roberts..

### Arrivati al traguardo
| Pos. | Nº | Pilota             | Squadra                    | Motocicletta | Giri | Tempo     | Griglia | Punti |
| ---- | -- | ------------------ | -------------------------- | ------------ | ---- | --------- | ------- | ----- |
| 1º   | 10 | Franco Uncini      | Gallina Team Suzuki        | Suzuki       | 16   | 46:38.100 | 3       | 15    |
| 2º   | 3  | Kenny Roberts      | Yamaha Motor Company       | Yamaha       | 16   | +5.550    | 1       | 12    |
| 3º   | 7  | Barry Sheene       | Yamaha Motor Company       | Yamaha       | 16   | +13.570   | 2       | 10    |
| 4º   | 5  | Graeme Crosby      | Marlboro Team Agostini     | Yamaha       | 16   | +17.940   | 4       | 8     |
| 5º   | 2  | Randy Mamola       | HB Suzuki                  | Suzuki       | 16   | +31.900   | 13      | 6     |
| 6º   | 6  | Boet van Dulmen    |                            | Yamaha       | 16   | +32.610   | 9       | 5     |
| 7º   | 8  | Kork Ballington    | Team Kawasaki              | Kawasaki     | 16   | +37.370   | 7       | 4     |
| 8º   | 15 | Takazumi Katayama  | Honda International Racing | Honda        | 16   | +42.330   | 11      | 3     |
| 9º   | 9  | Marc Fontan        | Sonauto Gauloises          | Yamaha       | 16   |           | 14      | 2     |
| 10º  | 26 | Raymond Roche      |                            | Suzuki       | 16   |           | 12      | 1     |
| 11º  | 20 | Sergio Pellandini  |                            | Suzuki       |      |           | 26      |       |
| 12º  | 35 | Ron Haslam         |                            | Honda        |      |           | 19      |       |
| 13º  | 21 | Graziano Rossi     | Marlboro Team Agostini     | Yamaha       |      |           | 29      |       |
| 14º  | 22 | Steve Parrish      | Mitsui Yamaha              | Yamaha       |      |           | 17      |       |
| 15º  | 19 | Stuart Avant       | Guan Hoe Suzuki            | Suzuki       |      |           | 24      |       |
| 16º  | 38 | Andreas Hofmann    |                            | Suzuki       |      |           | 20      |       |
| 17º  | 16 | Seppo Rossi        |                            | Suzuki       |      |           | 18      |       |
| 18º  | 24 | Loris Reggiani     | Gallina Team Suzuki        | Suzuki       |      |           | 21      |       |
| 19º  | 18 | Michel Frutschi    | Moto Sanvenero             | Sanvenero    |      |           | 10      |       |
| 20º  | 39 | Reinhold Roth      | Wolfgang Kucera            | Suzuki       |      |           | 33      |       |
| 21º  | 30 | Víctor Palomo      |                            | Suzuki       |      |           | 27      |       |
| 22º  | 27 | Guy Bertin         | Moto Sanvenero             | Sanvenero    |      |           | 15      |       |
| 23º  | 11 | Hiroyuki Kawasaki  | HB Suzuki                  | Suzuki       |      |           | 22      |       |
| 24º  | 42 | Henk de Vries      | Henk de Vries Motoren      | Suzuki       |      |           | 30      |       |
| 25º  | 37 | Chris Guy          | Sid Griffiths Racing       | Suzuki       |      |           | 31      |       |
| 26º  | 41 | Peter Sjöström     |                            | Suzuki       |      |           | 32      |       |
| 27º  | 32 | Leandro Becheroni  |                            | Suzuki       |      |           | 36      |       |
| 28º  | 43 | Peter Looijesteijn | Dr Egel Banden             | Suzuki       |      |           | 34      |       |
| 29º  | 45 | Rinus van Kasteren |                            | Suzuki       |      |           | 37      |       |

### Ritirati
| Nº | Pilota            | Squadra                    | Motocicletta | Griglia |
| -- | ----------------- | -------------------------- | ------------ | ------- |
| 1  | Marco Lucchinelli | Honda International Racing | Honda        | 8       |
| 4  | Jack Middelburg   | Ergon Suzuki Racing        | Suzuki       | 5       |
| 12 | Freddie Spencer   | Honda International Racing | Honda        | 6       |
| 29 | Philippe Coulon   | Coulon Marlboro Tissot     | Suzuki       | 16      |
| 31 | Virginio Ferrari  | HB Suzuki                  | Suzuki       | 28      |
| 33 | Lorenzo Ghiselli  |                            | Suzuki       | 35      |
| 34 | Jon Ekerold       |                            | Suzuki       | 25      |

### Non partito
| Nº | Pilota     | Squadra      | Motocicletta | Griglia |
| -- | ---------- | ------------ | ------------ | ------- |
| 14 | Guido Paci | MDS Belgarda | Yamaha       | 23      |

## Classe 350
Il fine settimana della 350 è stato dominato dal francese Jean-François Baldé che, dopo aver ottenuto la pole position, ha ottenuto anche la vittoria e il giro più veloce, precedendo il compagno di squadra in Kawasaki, il tedesco Anton Mang, e il sudafricano Alan North su Yamaha.
La classifica iridata provvisoria è anch'essa capeggiata da Baldé che precede il belga Didier de Radiguès che qui è stato vittima di un incidente, riportando delle fratture.

### Arrivati al traguardo
| Pos. | Pilota              | Motocicletta | Tempo    | Griglia | Punti |
| ---- | ------------------- | ------------ | -------- | ------- | ----- |
| 1º   | Jean-François Baldé | Kawasaki     | 48.12.11 | 1       | 15    |
| 2º   | Anton Mang          | Kawasaki     | 48.13.28 | 2       | 12    |
| 3º   | Alan North          | Yamaha       | 48.16.56 | 4       | 10    |
| 4º   | Patrick Fernandez   | Bartol       | 49.05.91 | 14      | 8     |
| 5º   | Christian Sarron    | Yamaha       | 49.10.26 | 8       | 6     |
| 6º   | Gustav Reiner       | Yamaha       | 49.10.50 | 11      | 5     |
| 7º   | Éric Saul           | Chevallier   | 49.24.37 | 17      | 4     |
| 8º   | Tony Head           | Yamaha       | 49.30.78 | 23      | 3     |
| 9º   | Pierre Bolle        | Yamaha       | 49.31.13 | 18      | 2     |
| 10º  | Reino Eskelinen     | Yamaha       | 49.31.81 | 15      | 1     |
| 11º  | Siegfried Minich    | Yamaha       | 49.48.40 | 22      |       |
| 12º  | Attilio Riondato    | Yamaha       | 49.53.99 | 30      |       |
| 13º  | Karl-Thomas Grässel | Yamaha       | 50.01.99 | 32      |       |
| 14º  | Roger Sibille       | Yamaha       | 50.04.48 | 26      |       |
| 15º  | René Delaby         | Yamaha       | 50.30.05 | 28      |       |
| 16º  | Gary Padgett        | Yamaha       | 50.32.95 | 29      |       |
| 17º  | Harald Eckl         | Yamaha       | 50.45.60 | 35      |       |
| 18º  | Graham Young        | Yamaha       | +1 giro  | 24      |       |

### Ritirati
| Pilota              | Motocicletta | Griglia |
| ------------------- | ------------ | ------- |
| Didier de Radiguès  | Chevallier   | 3       |
| Carlos Lavado       | Yamaha       | 5       |
| Graeme McGregor     | Yamaha       | 6       |
| Wolfgang von Muralt | Yamaha       | 7       |
| Martin Wimmer       | Yamaha       | 9       |
| Massimo Matteoni    | Yamaha       | 10      |
| Jacques Cornu       | Yamaha       | 12      |
| Pekka Nurmi         | Yamaha       | 13      |
| Michel Simeon       | Yamaha       | 16      |
| Edwin Weibel        | Yamaha       | 19      |
| Mar Schouten        | Yamaha       | 20      |
| Clive Horton        | Armstrong    | 21      |
| Donnie Robinson     | Yamaha       | 25      |
| Peter Looijesteijn  | Yamaha       | 27      |
| Herbert Hauf        | Yamaha       | 31      |
| Jeffrey Sayle       | Armstrong    | 33      |
| Dick van Logchem    | Yamaha       | 34      |
| Josef Hutter        | Yamaha       | 36      |

## Classe 250
Il campione in carica della categoria, il tedesco Anton Mang, ottiene la sua seconda vittoria consecutiva, riducendo lo svantaggio in classifica provvisoria dal francese Jean-Louis Tournadre giunto in questa occasione alle sue spalle. Sul terzo gradino del podio l'australiano Jeffrey Sayle.
A causa delle cadute avvenute nella gara della 350, non presero il via Didier de Radiguès e Carlos Lavado, infortunatisi negli incidenti.

### Arrivati al traguardo
| Pos. | Pilota                 | Motocicletta | Tempo    | Griglia | Punti |
| ---- | ---------------------- | ------------ | -------- | ------- | ----- |
| 1º   | Anton Mang             | Kawasaki     | 47.00.31 | 14      | 15    |
| 2º   | Jean-Louis Tournadre   | Yamaha       | 47.02.76 | 13      | 12    |
| 3º   | Jeffrey Sayle          | Armstrong    | 47.03.07 | 6       | 10    |
| 4º   | Jean-Louis Guignabodet | Kawasaki     | 47.03.51 | 3       | 8     |
| 5º   | Patrick Fernandez      | Bartol       | 47.24.95 | 22      | 6     |
| 6º   | Graeme McGregor        | Yamaha       | 47.25.74 | 7       | 5     |
| 7º   | Martin Wimmer          | Yamaha       | 47.27.50 | 9       | 4     |
| 8º   | Roland Freymond        | MBA          | 47.34.81 | 15      | 3     |
| 9º   | Thierry Espié          | Pernod       | 47.37.65 | 17      | 2     |
| 10º  | Gabriel Grabia         | Yamaha       | 48.01.66 | 8       | 1     |
| 11º  | Donnie Robinson        | Yamaha       | 48.05.31 | 38      |       |
| 12º  | Sito Pons              | Kobas        | 48.05.98 | 28      |       |
| 13º  | Michel Simeon          | Yamaha       | 48.06.18 | 24      |       |
| 14º  | Jean-Marc Toffolo      | Rotax        | 48.12.89 | 11      |       |
| 15º  | Tony Head              | Armstrong    | 48.13.07 | 34      |       |
| 16º  | Richard Schlachter     | Yamaha       | 48.15.59 | 23      |       |
| 17º  | Clive Horton           | Armstrong    | 48.15.83 | 27      |       |
| 18º  | Christian Estrosi      | Pernod       | 48.16.29 | 25      |       |
| 19º  | Massimo Matteoni       | Yamaha       | 48.20.62 | 20      |       |
| 20º  | Bengt Elgh             | Yamaha       | 48.30.40 | 21      |       |
| 21º  | Dick van Logchem       | Yamaha       | 48.32.12 | 31      |       |
| 22º  | Maurizio Vitali        | MBA          | 49.21.92 | 37      |       |
| 23º  | Siegfried Minich       | Rotax        | 49.31.85 | 36      |       |

### Ritirati
| Pilota              | Motocicletta | Griglia |
| ------------------- | ------------ | ------- |
| Jean-François Baldé | Kawasaki     | 2       |
| Jacques Cornu       | Yamaha       | 5       |
| Jacques Bolle       | Yamaha       | 10      |
| Paolo Ferretti      | MBA          | 12      |
| Alan North          | Yamaha       | 16      |
| Hans Müller         | Yamaha       | 18      |
| Franco Marcheggiani | Yamaha       | 19      |
| Eero Hyvärinen      | Yamaha       | 26      |
| Christian Sarron    | Yamaha       | 29      |
| Etienne Geeraerd    | Armstrong    | 32      |
| Herbert Hauf        | Kawasaki     | 33      |
| Antonio Jorge Neto  | Yamaha       | 35      |

### Non partiti
| Pilota             | Motocicletta | Griglia |
| ------------------ | ------------ | ------- |
| Didier de Radiguès | Chevallier   | 1       |
| Carlos Lavado      | Yamaha       | 4       |
| Mar Schouten       | MBA          | 30      |

## Classe 125
Nell'ottavo di litro continua il dominio del pilota spagnolo Ángel Nieto che ha vinto tutte le cinque gare in cui ha preso il via (non ha partecipato al GP di Francia appoggiando il boicottaggio dei piloti) e pare ormai avere il titolo iridato in tasca; sul traguardo è stato seguito dal compagno di squadra in Garelli, l'italiano Eugenio Lazzarini e dall'altro italiano Pierluigi Aldrovandi.
Con questa vittoria, la 76a in carriera, il pilota spagnolo raggiunge al secondo posto per numero di vittorie nel motomondiale il britannico Mike Hailwood.

### Arrivati al traguardo
| Pos. | Pilota               | Motocicletta | Tempo    | Griglia | Punti |
| ---- | -------------------- | ------------ | -------- | ------- | ----- |
| 1º   | Ángel Nieto          | Garelli      | 44.29.45 | 8       | 15    |
| 2º   | Eugenio Lazzarini    | Garelli      | 44.30.53 | 1       | 12    |
| 3º   | Pierluigi Aldrovandi | MBA          | 44.47.27 | 5       | 10    |
| 4º   | Hans Müller          | MBA          | 44.51.04 | 4       | 8     |
| 5º   | Ricardo Tormo        | Sanvenero    | 44.54.33 | 24      | 6     |
| 6º   | Ivan Palazzese       | MBA          | 45.05.90 | 7       | 5     |
| 7º   | Jean-Claude Selini   | MBA          | 45.15.85 | 6       | 4     |
| 8º   | Hugo Vignetti        | Sanvenero    | 45.17.19 | 13      | 3     |
| 9º   | Gerhard Waibel       | MBA          | 45.36.93 | 9       | 2     |
| 10º  | Johnny Wickström     | MBA          | 45.37.42 | 10      | 1     |
| 11º  | Erich Klein          | MBA          | 46.19.76 | 14      |       |
| 12º  | Per-Edvard Carlsson  | MBA          | 46.36.61 | 22      |       |
| 13º  | Alfred Waibel        | MBA          | 46.54.84 | 27      |       |
| 14º  | Andrés Sánchez       | MBA          | 46.46.17 | 23      |       |
| 15º  | Roberto Ruosi        | MBA          | 46.46.88 | 20      |       |
| 16º  | Jacky Hutteau        | MBA          | 47.00.54 | 28      |       |
| 17º  | Anton Straver        | MBA          | 47.08.47 | 36      |       |
| 18º  | Jan Bäckström        | MBA          | 47.28.36 | 29      |       |
| 19º  | Lucio Pietroniro     | MBA          | 47.39.34 | 16      |       |
| 20º  | Theo Timmer          | MBA          | 47.40.95 | 26      |       |
| 21º  | Kees van der Ven     | MBA          | +1 giro  | 30      |       |
| 22º  | Hans Spaan           | MBA          |          | 31      |       |
| 23º  | Helmut Lichtenberg   | MBA          |          | 35      |       |
| 24º  | Jan Huberts          | Sanvenero    |          | 33      |       |

### Ritirati
| Pilota             | Motocicletta | Griglia |
| ------------------ | ------------ | ------- |
| August Auinger     | MBA          | 2       |
| Pier Paolo Bianchi | Sanvenero    | 3       |
| Stefan Dörflinger  | Morbidelli   | 11      |
| Henk van Kessel    | MBA          | 12      |
| Alex Bedford       | MBA          | 15      |
| Bruno Kneubühler   | MBA          | 17      |
| Willy Pérez        | MBA          | 18      |
| Maurizio Vitali    | MBA          | 19      |
| Matti Kinnunen     | MBA          | 21      |
| Willem Heykoop     | Sanvenero    | 25      |
| Olivier Liegeois   | Sanvenero    | 32      |
| Per Larsen         | MBA          | 34      |

## Classe 50
Nella classe di minor cilindrata del mondiale, dominio del pilota svizzero Stefan Dörflinger che ha ottenuto sia la pole position che il giro più veloce e la vittoria, precedendo l'italiano Eugenio Lazzarini e lo spagnolo Ricardo Tormo (campione mondiale in carica).
Essendo questo il terzo successo consecutivo su tre gare disputate finora, Stefan Dörflinger è nettamente in testa anche nella classifica provvisoria dell'anno.

### Arrivati al traguardo
| Pos. | Pilota             | Motocicletta | Tempo    | Griglia | Punti |
| ---- | ------------------ | ------------ | -------- | ------- | ----- |
| 1º   | Stefan Dörflinger  | Kreidler     | 32.00.30 | 1       | 15    |
| 2º   | Eugenio Lazzarini  | Garelli      | 32.08.11 | 2       | 12    |
| 3º   | Ricardo Tormo      | Tormo        | 32.28.21 | 3       | 10    |
| 4º   | Giuseppe Ascareggi | Minarelli    | 33.04.04 | 16      | 8     |
| 5º   | Hans-Jürgen Hummel | Kreidler     | 33.13.54 | 4       | 6     |
| 6º   | Claudio Lusuardi   | Moto Villa   | 33.13.82 | 5       | 5     |
| 7º   | Theo Timmer        | Bultaco      | 33.20.00 | 9       | 4     |
| 8º   | Rainer Scheidhauer | Kreidler     | 33.23.38 | 8       | 3     |
| 9º   | Hans Spaan         | Kreidler     | 33.35.89 | 15      | 2     |
| 10º  | Paul Rimmelzwaan   | Roton        | 33.47.99 | 12      | 1     |
| 11º  | Gerhard Singer     | Hess         | 34.18.41 | 19      |       |
| 12º  | Rini Vrijdag       | Kreidler     | 34.19.53 | 23      |       |
| 13º  | Uli Merz           | Kreidler     | 34.19.53 | 22      |       |
| 14º  | Zdravko Matulja    | Tomos        | 34.30.70 | 21      |       |
| 15º  | Gerhard Waibel     | Schuster     | 34.39.68 | 20      |       |
| 16º  | Jos van Dongen     | Kreidler     | 34.49.33 | 24      |       |
| 17º  | Paolo Priori       | Paolucci     | 34.52.10 | 29      |       |
| 18º  | Pascal Kambourian  | Benitaco     | 35.17.62 | 25      |       |
| 19º  | Kasimir Rapczynski | Kreidler     | 35.19.41 | 30      |       |
| 20º  | Joe Genoud         | Engl         | 35.20.36 | 27      |       |
| 21º  | Otto Machinek      | Kreidler     | 35.20.36 | 26      |       |
| 22º  | Wim de Jong        | Kreidler     | 35.21.79 | 28      |       |
| 23º  | Thomas Engl        | Engl         | 35.32.17 | 17      |       |
| 24º  | Chris Baert        | HH           | 1 giro   | 34      |       |

### Ritirati
| Pilota              | Motocicletta | Griglia |
| ------------------- | ------------ | ------- |
| Rainer Kunz         | FKN          | 6       |
| George Looijesteijn | Kreidler     | 7       |
| Henk van Kessel     | Kreidler     | 10      |
| Hagen Klein         | Massa Real   | 11      |
| Jorge Martínez      | Bultaco      | 13      |
| Ingo Emmerich       | Kreidler     | 14      |
| Richard Bay         | Rupp         | 18      |
| Günter Schirnhofer  | Kreidler     | 31      |
| Reiner Koster       | Kreidler     | 32      |
| Hubert Genoud       | Kreidler     | 33      |
| Mika-Sakari Komu    | Kreidler     | 35      |
| Günther Leitner     | Kreidler     | 36      |

## Classe sidecar
Pole position e giro veloce vengono ottenuti dall'equipaggio vincitore Rolf Biland-Kurt Waltisperg.
La gara dei sidecar viene accorciata di due giri a causa della pioggia caduta durante la giornata; durante la corsa si verifica inoltre un incidente dell'equipaggio giapponese Masato Kumano-Kunio Takeshima, in cui il passeggero riporta la frattura di una gamba. Il podio è lo stesso del Gran Premio d'Austria, con Biland e Waltisperg che vincono con grande vantaggio, mentre dietro di loro si classificano Michel-Burkhard e Schwärzel-Huber.

### Arrivati al traguardo (posizioni a punti)[4]
| Pos | Pilota               | Passeggero         | Moto          | Tempo    | Punti |
| --- | -------------------- | ------------------ | ------------- | -------- | ----- |
| 1   | Rolf Biland          | Kurt Waltisperg    | LCR-Yamaha    | 40'18"31 | 15    |
| 2   | Alain Michel         | Michael Burkhard   | Seymaz-Yamaha | 40'58"45 | 12    |
| 3   | Werner Schwärzel     | Andreas Huber      | Seymaz-Yamaha | 40'59"86 | 10    |
| 4   | Patrick Thomas       | Jean-Marc Fresc    | Seymaz-Yamaha |          | 8     |
| 5   | Egbert Streuer       | Bernard Schnieders | LCR-Yamaha    |          | 6     |
| 6   | Jock Taylor          | Benga Johansson    | Windle-Yamaha |          | 5     |
| 7   | Dennis Bingham       | Julia Bingham      | ?-Yamaha      |          | 4     |
| 8   | Albert Giesemann     | Thomas Riedel      | LCR-Yamaha    |          | 3     |
| 9   | Siegfried Berger     | Edwin Berger       | ?-Yamaha      |          | 2     |
| 10  | Jean-François Monnin | Wolfgang Kalauch   | LCR-Yamaha    |          | 1     |